# 洪珖杓
洪 珖杓（ホン・グァンピョ、朝鮮語: 홍광표、1917年10月23日または11月24日 - 1991年7月6日）は、大韓民国の政治家。初代全羅南道議会議員、第5代韓国国会議員を歴任した。
洪 洸杓（読み、ハングル同）とも表記される。 

## 経歴
日本統治時代の全羅南道海南郡出身。木浦産業専修学校中退。青年運動を経て、初代全羅南道議会議員・懲戒資格分科委員長、海南水利組合組合長、海南中学校・海南高等学校師親会理事長を務めた。1960年の第5代総選挙では海南甲選挙区から無所属の国会議員に当選し、国防委員を務めた。1963年の第6代総選挙の前、民主共和党の公認をめぐって1958年の第4代総選挙の時からの宿敵だった金柄淳と激しく争って、登録締切の少し前に登録をしたため物議を醸した。
1991年7月6日、海南郡海南邑の自宅で死去。